# 생마르탱
생마르탱(프랑스어: Saint-Martin, 공식 명칭은 생마르탱 공동체(프랑스어: Collectivité de Saint-Martin))은 서인도 제도에 위치한 프랑스의 해외 집합체이다. 2007년 2월 22일 세인트마틴 섬의 북쪽 부분과 인근 섬들을 포괄하여 프랑스 해외 집합체로 분리되었다. 섬의 남쪽 부분인 신트마르턴은 네덜란드령이다.

## 지리와 인구
섬의 프랑스 지역 면적은 53.2 km2이다. 2004년 프랑스 인구조사의 부록에 따르면, 섬의 프랑스 지역 인구는 33,102명이다.(1982년 조사에서는 불과 8,072명이었다.)
| 1885년                                 | 1961년 | 1967년 | 1974년 | 1982년 | 1990년 | 1999년 | 2004년 |
| -------------------------------------- | ------ | ------ | ------ | ------ | ------ | ------ | ------ |
| 3,400                                  | 4,502  | 5,061  | 6,191  | 8,072  | 28,518 | 29,078 | 33,102 |
| Official figures from French censuses. |        |        |        |        |        |        |        |

## 경제
미국 달러가 널리 통용되지만, 생마르탱의 공식 화폐는 유로이고 관광 산업이 경제의 주요 축을 이룬다.
프랑스 경제연구통계국(INSEE)에 따르면, 1999년의 생마르탱의 전체 GDP는 약 4억 2100만 유로(2007년 10월 환율 기준, 미화로 5억 9900만달러)로 추산된다. 같은 해에, 생마르탱의 1인당 GDP는 14,500 유로(2007년 10월 환율 기준, 미화로 20,600달러)로 1999년 프랑스 본토의 1인당 GDP 평균의 약 39% 수준이었다. 섬의 네덜란드 지역인 신트마르턴의 2004년 1인당 GDP 14,430 유로와 비교된다.

## 지도

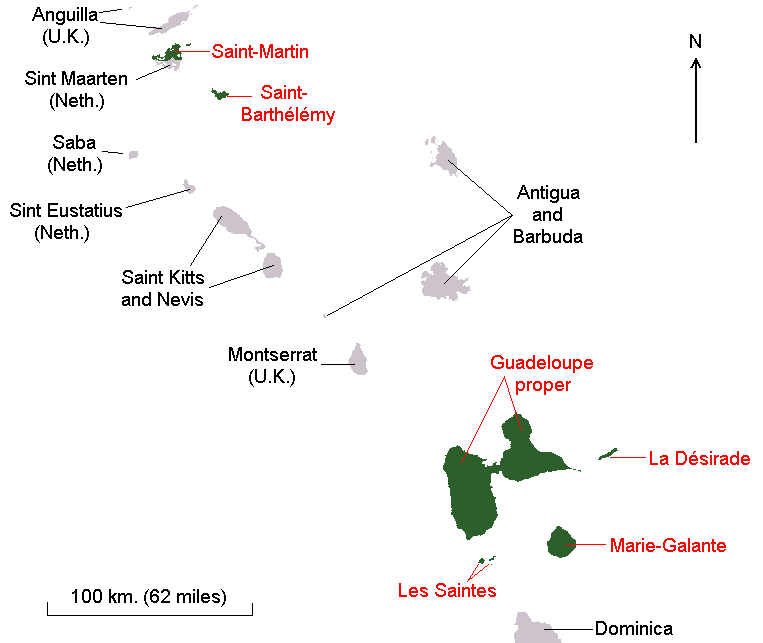
2007년 2월 이전, 과들루프에 속해 있던 지역을 보여주는 지도.

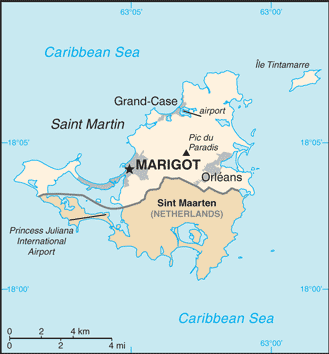
세인트마르틴 섬 지도, 프랑스의 생마르탱(북쪽)과 네덜란드의 신트마르턴(남쪽).

## 항공
- 그랜드 케이스 공항

## 같이 보기
- 세인트마틴 섬